# 2016년 KBO 리그 승부조작 사건
2016년 KBO 리그 승부 조작 사건은 2016년 7월 20일에 터진 KBO 리그 두 번째 승부 조작 사건이다.
2012년 조작 사건 당시 LG 트윈스 투수 김성현, 박현준 둘만으로 수사가 끝날 때 일부 야구 팬들은 절대 이 둘만으로 끝날 리가 없다는 것과 한국야구위원회(KBO)가 시즌을 앞두고 흥행에 방해될 것 같아 일찌감치 종료시키는 쪽으로 힘을 썼을 것이라는 추측을 하고 있었다. 그러나 KBO가 덮는다고 해서 덮어지는 문제가 아니라는 시각도 있었다. 검찰, 경찰을 좌지우지할 정도로 KBO가 힘이 센 조직도 아닌 데다, 언론들이 멀쩡히 보고 있는 상황에서 어떻게 덮느냐는 것이다.
2016년에 또다시 승부 조작 사건이 터지고 KBO 측이 덮으려고 시도하자 언론에서 대차게 비판한 모습만 보더라도 사실상 덮는다는 것이 불가능에 가깝다는 게 이들의 주장이었다. 그러나 일각에서는 4년 전에 승부 조작이 걸렸을 때 언론이 제대로 비판했는지부터 의문을 가졌다는 점에서 분명히 덮으려고 했을 것이라는 여론도 있었다. 승부 조작을 승부 조작이라고 하지 않고 승부 설계라고 부르고, 부산광역시 모 대학의 모 교수는 축구 조작 때와 달리 물타기를 하는 등. 다만 이건 동년 축구계에도 벌어진 2011년 K리그 승부 조작 사건과 맞물려서 괴상한 라이벌 의식을 가지고 있는 일부 야구 쪽 기자들의 기 싸움이 낳은 결과라는 게 중론이다. 물론, 이도 충분히 어이없는 일이다.
어쨌든 2011년에 둘만 걸린 건 브로커와 연루된 선수들이 그 둘뿐이었기 때문이라는 게 지금까지 드러난 사실이지만 이런 일이 한번 벌어지자 많은 사람들이 언제고 또 이럴 수 있다는 찝찝한 느낌을 가진 채 야구를 봐야 했고 4년 뒤인 2016년 7월 20일 19시 50분, 한참 리그 경기가 진행될 때 돌연 NC 다이노스 투수 이태양의 승부 조작 소식이 뜨면서 터진 사건이다. MBC SPORTS+의 온라인 언론인 '엠스플뉴스'에 기사가 처음 올라온 뒤 얼마 못 가 바로 삭제되었으나, NC 구단이 사실임을 인정하고 이태양을 제명하면서 승부 조작의 검은 손길이 실제로 닿아있음이 드러났다. 삼성 라이온즈 투수 안지만의 사설 도박장 의혹과 함께 20일 야구계를 뒤엎은 대형 사건. 이후 21일 새벽에 넥센 히어로즈 출신 상무 피닉스 야구단의 외야수 문우람마저 승부 조작에 연루되어 군 검찰로 넘어갔다는 소식이 전해졌다. 4년 전에 그 일이 터지는 걸 보고도 계속했다는 것도 정말 문제가 되는 짓이자 이래저래 이 날은 한국 프로 야구계의 흑역사로 남을 시기로 기록될 듯하다.

## 사건 전개

### 2016년

#### 7월
- NC 구단은 이태양과의 계약 해지를 발표하고 사과문을 발표하였다. 사건 자체는 6월 27일부터 알고 있었고 2군에 내린 것도 사실상 이 사건 때문이었다고 한다.[5] 다만 검찰의 보안 요청이 있었기에 부상을 이유로 격리 조치를 하였던 것.[6] 이태양의 경우 조사를 받고 수천만 원을 받고 조작에 임했다는 사실을 실토하였다. 검찰은 이태양에게 승부 조작을 부탁한 브로커 2명을 구속해 진술을 확보했다. 브로커 조모 씨는 7월 초에 구속됐고, 불법 도박 사이트를 운영했던 최모 씨는 6개월 전 구속된 뒤 1년 2개월 징역형을 선고받아 당시 복역 중이었다.
- 7월 20일, JTBC 보도로 수도권 팀 모 야수도 수사 중이라는 기사가 떴다. 방송 화면에서 쓴 화면이 목동야구장에서 열린 LG와 넥센의 2014년 경기였고, 투수는 리오단, 타자가 문우람이라 문우람이 조작범이 아니냐, 이태양의 여자 친구가 문우람의 누나라는 이야기가 있어서 의심된다는 의혹이 있었는데 21일 새벽에 그것이 사실이 되었다. 이로써 넥센 출신 선수가 또 승부 조작에 연루된 셈이 되었다. 문우람의 경우 승부 조작에서 상당한 역할을 한 것으로 알려졌지만, 이를 부인한 것으로 알려졌다. 또한 문우람이 이태양에게 조작을 권유했다고 나왔는데 사실이라면 문우람은 브로커 역할까지 수행한 셈으로 더 무거운 처벌을 피할 수 없게 된다. 4년 전 사건에 비해서도 경기에 더 큰 영향을 미치는 조작을 했고 선수가 적극적으로 조작을 주도했다는 점에서 문제가 한층 심하다고 할 수 있다.
- 지금까지 승부 조작으로 알려진 5명 중에 3명[7]이 넥센 출신이라, 이장석 넥센 구단주가 승부 조작한 선수들이 누군지 알고 타 구단에 판 게 아니냐는 소문이 2012년 당시와 같이 또 성행하였다. 거기에 이번 시즌 초 넥센 내야수 서동욱을 KIA 타이거즈로 보내는 트레이드에서 KIA가 투수 유창식을 준다고 했는데 유창식은 차라리 안 받는 게 낫다며 거절했다는 소문까지 있었다. 물론, 이장석이 아무리 야구 내외적으로 말이 많아도 정말 그랬을 리는 없으니 소문은 소문으로 봐야 한다. 애초에 타 구단에 팔아넘겼다는 게 다 맞아떨어지는 것도 아닌 것이 문우람의 경우에는 타 구단 이적이 아닌 군 입대였기에 제대하면 넥센으로 돌아올 예정이었다.
- 이 사건이 터지기 2시간 전 안지만이 불법 사설 도박 사이트 개설 혐의로 검찰 수사를 받자, 일부 야구 팬들이 혹시 또 승부 조작 건이 터지는 게 아닌가 우려했는데 불과 2시간 조금 지나서 실제로 일어났다. 현재 안지만이 받고 있는 혐의는 스포츠 진흥법 위반이고, 즉 빼도 박도 못할 사설 토토다. 거기에 지금까지 승부 조작 건들이 전부 사설 토토가 걸려 있다는 점에서 이 사건과 같이 연계되었다면 그 소용돌이가 수습할 수 없을 정도로 매우 커질 것이다. 사실 이게 터지면 그 여파는 이 사건 이상이 될 수도 있는 셈.
- 이번 사건에서 승부 조작 조사를 하고 있는 곳이 창원 지방 검찰청인데 이곳은 스타크래프트 시리즈 조작 사건을 비롯해 K리그 조작 사건 등 각종 스포츠 승부 조작 사건을 조사하는 데 이골이 난 곳이다. 간단히 말해 승부 조작 조사 전문 기관.
- 결국 21일 이태양은 기소되었고, 문우람은 군 검찰에 이첩되었다.[8] 승부 조작을 먼저 제안한 사람은 브로커가 아닌 문우람으로 밝혀지면서 충격은 더 커졌다. 한편 21일 14시경 창원 지검의 발표에 따르면 현재까지 추가 승부 조작 소환은 없다고 하였다.[9]
- 역시 이런 일에 조직 폭력배가 빠질 수 없다. 당장 이 사건에서 팬들이 처음 이태양을 의심하게 만든 '최사장'의 SNS 댓글은 역시나 조폭의 협박 댓글이었다. 조폭들은 일확천금은 고사하고, 이 조작의 조작 실패로 되레 큰돈만 잃었다. 손해가 빈번하자 조폭들은 이태양에 대한 압박 강도를 높였다. 2016년 시즌엔 동료 선수 중 하나가 "올 시즌 마산 야구장에 검은 양복을 입은 조폭 비슷하게 생긴 사람들이 자주 나타났다. 경기가 끝나면 그 사람들이 항상 태양이를 포르쉐 SUV에 태우고 사라졌다. 태양이 역시 경기가 끝나면 가장 먼저 퇴근하기 바빴다. 지난해까지만 해도 이런 일이 거의 없던 것으로 기억한다."고 증언할 정도로 얼마나 상황이 심각했는지 알 법하다.[10]
- 21일 밤 엠스플 베이스볼 투나잇은 2부 특별 편성으로 이번 사태에 대해 취재한 엠스플 뉴스 취재진과 사건의 전말을 파악하는 시간을 가졌는데, 여기에서 추가 승부 조작 선수가 조사 중이라고 언급했다. 그리고 다음 날인 22일 의정부 지방 검찰청에서 승부 조작 관련 선수를 소환 조사했다고 밝혔다. 참고로 의정부 지검은 2013년, 2015년 프로 농구 승부 조작 사건의 수사를 맡은 적이 있다.
- KBO는 8월 21일까지 3주 동안의 자진 신고 기간을 두어 그 기간에 신고하는 선수에게는 영구 제명 대신 감경된 처벌을 내리겠다는 발표를 했고, 이 조치를 취한 지 사흘도 되지 않아 7월 24일 유창식이 승부 조작 가담으로 자수를 했다는 기사가 나왔다.[11] 그러나 구단 측에 자수했을 땐 단 한번 조작에 가담했다고 했으나 2014년 4월 19일 1회 더 조작했음을 고백했다.[12] 자수를 통해 KBO의 처벌을 감면받으려고 했겠지만 막상 여기서 자신의 조작 사실을 전부 고백한 것이 아니었기에 KBO가 중징계를 내려야 한다는 의견이 나오고 있다. 그리고 유창식과 관련된 불법 스포츠 도박에 참여한 3명의 선수도 조사 중이라고 한다.
- 25일자 주간야구 방송에서 정우영 캐스터의 말에 따르면 불법 도박에 연루된 선수 가운데 한 명은 변호사에게 내 돈 주고 내가 도박하는데 무슨 문제냐는 스포츠인으로서 기본 상식이 있는 것이지 의심되는 울분 섞인 발언을 했다고 한다. 물론 도박 자체가 위헌 논란이 있고, 도박이 합법인 나라가 훨씬 더 많으니 어찌 보면 틀린 말이 아니라고 생각할 수도 있지만 당연히 도박이 합법인 나라도 프로 선수들은 스포츠 도박을 할 수가 없다.[13][14] 이어서 조작한 선수들의 조작 일지가 나오고 선수들이 먼저 돈 벌려고 잘 몰라도 물어서 먼저 조작 브로커에게 접촉한다는 충격적인 내용도 들어가 있었다. 전 브로커와의 인터뷰 내용에서 브로커는 승부 조작 걸리는 게 운이 안 좋을 정도라고 말했다. 그만큼 승부 조작을 이미 많은 선수들이 하고 있을 가능성이 있다. 서재응 해설의 경우 투수가 변화구를 쓰면 조작하기 쉬운 환경이라고 의견을 냈으며, 정우영 캐스터의 언급에 따르면 토쟁이들 소문 가운데는 어마어마한 스타가 소문 중심에 연루되었을 가능성이 있다는 언급까지 나왔다. 해당 방송에서 정우영 캐스터를 비롯한 다른 패널들의 분위기가 매우 안 좋았으며 이순철은 이 사태에 대해 만약 앞으로 자수 기간 안에 자수자가 없었는데 후에 수사 기관의 조사로 혐의자가 나타날 경우 프로 야구는 종말을 맞이할 것이라고 매우 격앙된 어조로 비판했다. 이태양 승부 조작 경기 영상을 보고 나서는 가증스럽다고 강하게 비판하였다.
- 야시장에서 박동희의 말에 따르면 이런 사건을 취재하려고 하면 취재 방해나 협박도 있는 듯하다. 물론 박동희의 말이니만큼 과장 있을 수도 있었지만, 밑의 은폐 시도 의혹 기사가 나오니 박동희의 말에 신뢰를 가진 팬들이 늘어났고, 어쨌거나 경찰 내사 중인 선수들이 더 있고 혐의도 어느 정도 밝혀져서 곧 발표할 것이라고 한다.
- 1회 볼넷이 또 승부 조작 주요 수단으로 나오니까 KBO는 1회 볼넷이 터진 1,950경기를 전수 조사하겠다고 나섰다. 그러나 그걸 단순히 보는 것도 아니고 일일이 하나하나 분석까지 하면 어느 세월에 다 보냐는 의문에 매 승부 조작 건마다 나왔듯 볼넷을 주려 했으나 못 준 경기도 있는데 이런 경기는 제외되었다는 점도 의문이며, 이번에는 다른 수법으로까지 승부 조작을 시도한 것이 적발되었는데 이런 부분에 대한 언급도 없기에 이 대처안의 실효성에 의문을 가진 야구 팬들이 대다수다. 무엇보다 은폐 시도 의혹 보도가 나오면서 야구 팬들은 더욱 싸늘한 반응을 보이고 있다.
- 27일 연합뉴스 보도에 따르면 새로이 투수 1명이 검찰의 소환 대상에 올랐다고 한다.[15] 그것도 국가 대표 출신에 올 시즌 다승 20위 내의 투수라고 지목하는 바람에 해당 선수들이 있는 구단들은 말 그대로 뒤집어졌다. 국가 대표라는 조건 자체가 워낙 소수만이 가질 수 있는 영광이었기에 그 대상은 매우 한정되어 있고, 해당 조건에 부합되는 선수들은 모두 각 구단의 에이스들이기 때문. 그야말로 충격적인 보도.
- 경기 북부 지방 경찰청이 투수 A 씨를 소환 조사할 방침이라고 한다.[16] 게다가 기사에서 A 씨의 나이까지 공개하면서 사실상 A 씨가 어떤 선수인지 후보군이 많이 좁혀져 버린 상황이다. 거기에 이 기사에 의하면 유창식은 기존에 밝혀진 2건뿐만이 아니라 추가 2건의 승부 조작 혐의가 있다고 경찰 측에서 보고 있다고 한다.[17] 다른 내용의 기사에서도 국가 대표 포수 출신인 B와 A가 던진 공을 받는 포수 C도 의심을 받고 있는 것으로 알려졌다고 보도했고, 구체적으로 언급된 세 선수 모두 올해 연봉이 2억이 넘는 선수들이라는 내용이 있고,[18] 이 기사에선 실루엣이 나왔다.
- 28일 유창식 승부 조작 브로커를 소환할 방침이라고 보도했다.[19] 그런데 이 브로커의 동생이 현역 투수이며 동생의 나이는 1987년생이라고 한다. 10시 브로커 김모 씨를 소환해 조사 중이다.[20] 조사에서 김씨는 동생의 소속 구단 선수인 유창식을 꾀어 범행에 가담케 했으며 동생과는 무관한 일이라고 진술했다고 한다. 당시 해당 구단 고참 선수들이 김씨와 어울리는 선수들에게 그 사람과 어울리지 말라고 충고도 했었다고 한다.
- NC 구단은 30일 승부 조작 혐의를 받고 있는 투수 이재학을 1군에서 말소했다고 밝혔다.[21]
- 현재 사건에 연루되거나 의심을 받고 있는 이들을 자세하게 정리해 둔 글이다.[22]
- 2010년 은퇴한 투수 L 씨가 이와 관련해 소환 조사를 받았다고 한다.[23]

#### 8월
- 8월 1일 엠스플 야시장에서 심판도 승부 조작에 연루되었다는 말을 한다.[24] 이 심판은 상습적으로 도박을 한 탓에 빚이 생겼고, 빚을 충당하면서 다시 도박을 하기 위해 A 구단에게 연락해 돈을 빌려달라고 말했다고 한다. 이 심판은 심판 상까지 수상했으며 도박 관련 문제로 2년 전에 그만두었다고 한다. 그리고 KBO도 이 사실을 알고 있었다고 한다.
- 2일 엠스플에서 후속보도가 나왔다.[25] 최소 2005년부터 2013년까지 지속적으로 여러 구단에 돈을 빌려달라고 요구했다고 하며 물론 그 돈을 갚는 일은 없었고 요구를 들어 준 구단은 해당 심판이 주심으로 나선 경기에서 전체 구단 중 가장 낮은 1점대 평균 자책점을 기록했다고 한다. 해당 구단 투수력을 생각했을 때 의심이 들 만한 상황이라고 밝혔고, 집을 이사했다는 빌미로 해당 구단 계열사에서 생산하는 고가의 제품을 가져오게 하고 마음에 들지 않으면 판정으로 불편한 심기를 표현하기도 했다고 한다. 그러나 여전히 억지로 연결시키고 있다는 점은 달라지지 않았다. 그리고 해당 기사들이 포털 메인에서 내려간 것을 두고 KBO가 손을 써서 그랬다는 주장이 보이고 있는데 KBO가 과연 그 정도로 힘이 있는 기관일지는 생각해 볼 일이다.
- 5일 이번 사건과 관련되어 처음으로 열린 첫 공판에서 이태양이 검찰로부터 국민 체육 진흥법 위반으로 징역 1년, 집행 유예 2년, 추징금 2,000만 원을 구형받았다. 이태양은 최후 진술에서 울먹이는 목소리로 "사회에 물의를 일으켜 진심으로 죄송하다. 많이 반성하겠다. 그리고 제 가족에게 죄송스럽고 야구를 사랑하는 모든 팬들에게 죄송하다. 저 때문에 많이 힘들어할 (문)우람이에게도 많이 미안하다. 많이 반성하고 있다. 제 생각에는 우람이는 죄가 없다고 말씀드리고 시다. 죄송하다."라고 진술하였다.
- 6일 KBO에서 상습적으로 도박을 한 전 심판을 조사하겠다고 발표했다.[26]
- 7일 TV조선 뉴스에서 청와대가 이번 승부 조작에 대한 철저한 수사를 명령했다는 뉴스가 떴다.
- 8일 야구 선수 협회는 서울 리베라 호텔에서 긴급 기자 회견을 갖고 사과 및 재발 방지와 조사에 적극적으로 협조하겠다고 선언했다. 그리고 다음 날인 9일에 5개 구장에서 전광판에는 사과 문구가 송출되었고 선수들은 경기 시작 전에 사죄의 인사를 올렸다.
- 9일 근 시일 내로 경기 북부 지경 사이버 수사대에서 이재학을 소환한다고 한다.[27]
- 이 사건으로 인해 11일에 선수협 4대 사무 총장이었던 박충식 사무 총장이 사퇴를 선언했다.

#### 9월
- 승부 조작 사건이 유야무야 묻히고 한달 후 9월 11일 그것이 알고싶다에서 전, 현직 스포츠 선수들의 승부 조작 사건을 제보받는다고 나왔다.
- 21일 이태양이 형량을 줄이기 위해 항소한다고 하였다.[28] 항소 자체는 헌법에 보장된 국민의 권리이지만, 이미 망한 야구 인생 끝까지 추하게 물어진다는 비판을 받았다.[29]

#### 10월
- 10월 2일 군 검찰이 상무 소속 투수들 중 두 명이 추가로 승부 조작에 연루된 정황을 포착했다. 문우람과 브로커에 대한 추가 조사 중에 포착했다고 하며 문우람도 정식 기소 예정이라고 한다.
- 그러나 3일 박치왕 상무 감독은 문우람 외 군 검찰 수사를 받은 선수는 없다고 일축했다.[30] 군 검찰과 검찰에 문의도 해 봤는데 수사 계획이 없다는 대답이 돌아왔다고 한다.
- 7일 검찰에서 NC 구단을 전격 압수 수색했다.[31] 기사에 의하면 NC 구단이 선수들의 승부 조작 사건을 고의로 덮으려 했다는 정황을 포착한 것으로 알려졌다. 또한 이어진 기사에서 이재학의 승부 조작 정황을 발견했다고 한다.[32]
- 12일 채널A 보도로 NC에서 다른 구단으로 이적한 선수가 승부 조작 조사를 받는다는 소식이 나왔다.[33] 이 선수는 2014년에 NC에서 9경기를 등판한 후 타 구단으로 이적했고 바로 다음 해 또다른 구단으로 이적한 우완 정통파 투수라고 한다. 일단 현재 소속 구단에서는 해당 선수가 경찰에서 참고인 신분으로 조사를 받은 것은 사실이라며 선수 본인은 혐의를 부인하고 있다고 한다. 문제는 NC 구단에서 이 선수의 승부 조작을 눈치채고 타 구단으로 보내 버렸다는 말이 나온 것.
- 18일 MBC PD수첩에서 승부 조작에 가담한 선수가 수십 명이 된다고 나온다. 일단 PD수첩에서 확인된 바는 브로커 단 한 명이 관리한 선수가 14명이나 되고, 몇몇 선수들은 정체를 야구 팬이라면 금방 눈치챌 수 있을 정도로까지 방송이 나갔다. 사실이라면 해당 구단은 둘째 치고 한국 프로 야구 전체에 엄청난 파장을 몰고 올 것으로 보인다. 그러나 이러한 사실이 검찰이 아닌 일개의 방송 프로그램에서, 그것도 스스로를 브로커라고 주장하지만 사기 전과가 있는 사람으로부터 나온 이상 단순한 의혹이라는 점을 간과해선 안 되며, 정확한 사실 판단을 위해 무작정 믿기보다 검찰의 발표를 기다려야 할 듯하다. 특히 PD수첩이 예전만 못지 않다는 점을 볼 때 단순히 시청자들을 현혹하는 수준이 아닌가도 지켜봐야 할 일이다.
- 19일 경찰은 PD수첩의 보도 내용이 팩트가 없어 보인다며 현재로썬 수사 계획이 없다고 밝혔다.[34] 그리고 PD수첩 홈페이지에 18일 방송의 예고편과 다시 보기가 삭제되어 결국 부족한 증거로 무리하게 방송을 강행한 게 아니냐는 질타가 이어졌다. 실제로 제보자인 해당 브로커가 장애인을 사기 쳐서 불구속 입건된 전과가 있으며, 승부 조작 선수 14명을 관리했다던 장부는 증거로썬 부실했기 때문이다.[35] 더구나 방영 전에 이미 '오히려 안모 씨가 승부 조작이 적힌 공책으로 구단을 협박했고 돈을 요구하고 있다는 것을 알게 된 제작진. 서로 엇갈리는 주장 속에서 자칭 승부 조작 브로커라는 안씨를 신뢰하기란 힘들었다.'라는 설명이 있었던 걸 보면, PD수첩 제작진들은 또한 그 브로커가 완전히 신뢰할 수 없는 사람이라는 점은 이미 알고 있었던 셈이다. 그럼에도 불구하고 PD수첩 측은 화제몰이를 위해 제대로 된 교차 검증 없이 제보자의 제보만을 빋고 방송을 내보내는 짓을 저질렀다. 마침 가을 야구 시즌이기도 했으니 결국엔 해프닝에 가까워 보인다.[36] 나중에 다시 편집된 VOD가 다시 올라왔는데, 이에 대해 PD 수첩의 담당 PD는 우리는 잘 가렸지만 선수들을 찾아낸 것은 어디까지나 누리꾼들이며, 브로커가 믿을 만한 사람이 아니라는 사실은 처음부터 제시했으므로 그 신뢰도를 판단하는 건 시청자와 수사 기관의 몫이라는 상당히 무책임한 인터뷰를 남겼다. 결국 아니면 말고라는 식의 언론 보도에 애꿎은 선수들과 구단들만 피해를 입은 셈. 이 때문에 여러 야구 커뮤니티에서 언급되었던 한 구단에서는 자꾸 허위 사실을 퍼뜨릴 경우 법적 대응을 하겠다며 강경한 태도를 보였다. 22일 팟캐스트 골룸의 뭐니볼 코너에서 이성훈 기자는 이 제보자가 그것이 알고 싶다 제작진에게까지 찔러봤따고 언급했다. 하지만 신빙성이 없다는 이유로 접었다고 한다.
- NC가 플레이오프 명단에서 이재학을 제외했다. 혐의에 관계 없이 좋지 않은 여론을 인식한 결과. 한국 시리즈 명단에서도 이재학은 제외되었다.
- 25일 전 NC, kt wiz, 현 롯데 자이언츠의 투수 이성민이 승부 조작 혐의로 수사를 받았다.

#### 11월
- 11월 7일 10시, 경기 북부 지경에서 프로 야구 승부 조작 수사 결과를 공개하였다.[37]
- 경기 북부 지경에서는 직, 간접적으로 브로커 포함 6명이 가담하였고 NC 구단은 전 NC 소속이었던 이성민의 승부 조작 사실을 알았음에도 불구하고 의도적으로 덮어 신생 구단 특별 지명 보호 선수 명단에서 제외하면서 KT가 지명, 10억 원의 부당 이득을 챙긴 것으로 보았다.
- 과거에 비해 치밀해진 수법과 구단이 나서서 승부 조작 은폐 사실이 공개되자 야구계는 큰 혼란을 겪고 있다.
- 선수협이 이번 승부 조작 사건으로 공식 입장을 발표했다.[38]
- 21일 문우람이 증거 은폐 정황이 포착되어 법정 구속되었다.
- 22일 상무의 또다른 투수가 승부 조작을 한 정황이 포착되었다는 기사가 나왔다.[39] 2012년 당시 승부 조작 거절, 시상식 참여 등으로 보았을 때 넥센 투수 문성현으로 압축되는 분위기다. 상무 측에서 재차 추가 연루자가 없다는 입장을 표명했고,[40] 실제로 수사도 이뤄지지 않은 것으로 보인다. 2017년이 되어서도 추가 기사는 나오지 않고 문성현은 아무 문제 없이 상무에서 뛰고 있다.
- 24일 추적 60분에서 관련 내용을 방송했다. 이번에는 모자이크 처리된 두 선수가 새롭게 등장했는데 여러 정황상 전 SK 와이번스 투수 김승회와 KT 투수 정대현으로 압축되고 있다. 다만 방송에 나온 브로커가 지난번 PD수첩 때와 동일한 브로커라는 말이 있어서 신뢰도는 떨어지는 편.

#### 선수들의 불법 배팅 논란
7일 승부 조작 수사 결과 무혐의로 풀린 이재학이 두산 베어스 시절 불법 도박 사이트에 배팅을 했다고 알려졌다. 그리고 전, 현직 선수 여럿이 7억 가량의 불법 도박에 가담한 정황을 경찰 측이 확인했다. 이로 인해 승부 조작의 여파가 사라지기도 전에 불법 도박 사건까지 적발되자 팬들의 충격은 배가 된 상황.
8일 한화 이글스 투수 안승민이 불법 배팅에 가담한 혐의로 검찰에 송치되었다.
9일 두산 투수 진야곱이 두산 시절 동료 이재학과 함께 불법 도박 사이트에 배팅을 한 것으로 드러났으나 공소 시효 만료로 불기소 처분되었다.

### 2018년

#### 이태양, 문우람 기자 회견
2018년 12월 10일 이태양과 문우람이 승부 조작 관련에 대한 기자 회견을 열었고, 여기서 둘은 문우람의 승부 조작 브로커 혐의에 대해 억울하다는 입장을 밝혔다. 이태양은 문우람에게는 죄가 없으며, 문우람이 처벌을 받은 것은 검사가 이태양에게 거짓 진술을 유도했기 때문이라고 주장했다. 그리고 NC 구단이 자신을 선처해 주겠다면서 자수를 권유했지만 오히려 구단이 자신과의 연락을 의도적으로 끊었으며 언론과의 접촉을 막고 악의적인 인터뷰를 했다고 말했다. 여기에 추가적으로 브로커 조씨나 배팅방 운영장 최씨의 입에서 나온 선수 6명에 대해서는 왜 조사가 들어가지 않았냐며 의혹을 제시했다. 만약 재조사가 들어가 그들의 승부 조작 및 불법 배팅이 진실로 밝혀질 경우 엄청난 파장이 될 것으로 예상된다.
그러나 기자 회견 이후 한화 투수 정우람은 자신도 황당하다며 강하게 부인했고, 정대현 역시 이미 검찰 참고인 조사에서 무혐의를 받은 상태라며 이 사실을 부인했다. SK 투수 김택형도 그 브로커가 누군지도 모르고 기자 회견했던 인물들과도 친한 사이도 아니라고 주장했다. 그리고 문성현 역시 구단에서 공식적으로 혐의가 없다고 밝혔다. 이후 NC 구단 측에서도 사실과 다른 주장에 심히 유감이라고 밝혔으며, 이태양이 주장한 꼬리 자르기 의혹에 대해서도 모두 반박했다. 김종문 NC 단장 역시 인터뷰를 통해 이태양의 주장을 부인했다. 6명 중 한 명으로 언급된 이재학은 이미 당시 조사를 받아 무혐의 판결을 받은 바가 있다. 전 두산 투수 김수완 역시 두산 구단을 통해 황당하다는 반응을 전달했다. 검찰도 허위 사실을 유도한 적이 없고 해당 6명도 조사하였으나 혐의점이 없어서 입건되지 않았으며, 추가 수사 계획도 현재로서는 없다고 밝혔다.
사실 기자 회견에서 보인 태도 등을 보면 일단 저 둘은 최소 이것이 진실이라고 믿는 것으로 보인다. 적어도 마냥 근거도 없이 같이 몰아가는 식의 테러로 보기에는 어려운 것. 실제로 기자 회견에서도 해당 6명이 승부 조작을 돕거나 같이 했다고 말하지 않고 브로커로부터 저 6명도 승부 조작을 했다고 얘기를 들었다고 말했다. 문우람의 아버지도 6명의 이름은 배팅방 운영자가 검찰 조사 도중 진술한 것을 인용한 것이라고 언급했다. 브로커는 몇몇 경기 영상을 보여주며 잘 나가는 저 선수들도 이런 식으로 승부 조작을 하고 있고, 그럼에도 불구하고 안 걸리고 있다는 식으로 이태양을 꼬드겼다고 한다.허나 야구라는 것이 1회 선두 타자 출루, 볼넷, 홈런 같은 것이 아무리 훌륭한 투수더라도 어쩔 수 없이 내 주는 경우가 있는지라 그런 기록이 나온 경기 영상 몇 개만 짜집기하면 해당 선수가 조작을 하고 있다는 식의 왜곡된 영상을 만들 수 있기 때문에 이 주장도 확실치는 않다.
해당 6인이 진짜 승부 조작을 했는지는 안 했는지는 추가 조사 결과가 나와야 알겠지만, 확실한 건 이태양이나 문우람은 브로커에 철저하게 속아서 진짜 대형으로 조작하는 선수들은 따로 있는데 꼬리인 우리만 잘라내고 끝낸다고 생각하여 이런 폭로를 한 가능성이 큰데 문제는 물증도 없고 그저 자신들의 심증에 가까운 것과 브로커들이 보여줬다는 영상, 즉 검증을 거쳐야 할 물증을 가지고 있지 않은 상황이다. 그런데 대놓고 실명을 언급한 행동은 매우 섣부른 행동이다. 일단 해당 선수들과 소속 구단들은 곧바로 공식 반박 기사를 낸 것은 물론 정우람 같은 선수들은 개인적 명예 훼손 고소를 선언했고 소속 구단 법무 팀도 고소하겠다고 언급했기 때문에 재조사 결과 무혐의가 되면 그야말로 막대한 피해 보상금과 아무리 몰랐더라도 해당 행위가 같이 몰아가는 식으로 비난받게 될 행동이 된다.
선수협은 문우람이 억울할 수는 있지만 사실이 검증되지 않았음에도 섣불리 타 선수들의 실명을 거론하는 것은 적절치 않다고 밝혔다. KBO는 해당 6명의 소속 구단에게 공문을 보내 사실 관계를 파악할 것이라고 언급했다.
12일 정우람이 이태양을 허위 사실로 인한 명예 훼손 혐의로 서울중앙지방검찰청에 고소했다.
승부 조작과는 별계로 문우람이 기자 회견에서 당시 팀 선배 넥센 외야수 이택근에게 폭행을 당한 이후 브로커가 운동화, 청바지, 시계 등을 선물로 주며 위로를 해 준 것이 친분을 쌓게 된 계기라고 주장하면서 이와 관련하여 새로운 논란이 일었다.
KBO는 19일에 열린 상벌 위원회에서 기자 회견 때 지목된 6명의 선수에 대해 구단에게 사실 확인을 요청한 결과, 그러한 사실이 없음을 통보받았다고 한다. 이어 KBO는 이후에라도 추가적인 제보 혹은 가담 증거가 확보될 경우 수사 기관에 수사를 의뢰할 예정이라고 덧붙였다. 아울러 SK는 이태양, 문우람에게 진정성 있는 사과를 할 것을 요구했고 그렇지 않을 경우 법적인 조치를 취하겠다며 강경한 태도를 보이고있다.

## 관련 논란

### KBO의 은폐 시도 의혹
엠스플뉴스의 보도에 따르면 KBO는 유창식이 수사망에 오른 것을 알고 있었고 이에 관해 참고인 조사를 받았음에도 비협조로 일관했다고 한다. KBO의 비협조 끝에 유창식에 대한 수사는 증거 부족으로 내사 종결되었으나, 유창식이 이후 KBO의 자수 기간에 자수하면서 KBO의 비협조는 물거품이 되었고 오히려 KBO가 승부 조작에 대해 덮으려고 했다는 의혹이 커지고 있다.
이 기사가 나온 뒤로 2012년 승부 조작 사건 때도 이런 식으로 덮었냐며 엄청난 반발과 불신이 쏟아지고 있으며, KBO가 자수 기간을 준 것이 유창식의 자수, 그리고 KBO의 은폐 시도 발각으로 이어지는 자충수가 되었다는 비아냥도 심심찮게 나오고 있다.
그런데 이건 역설적으로 KBO가 덮을 의도가 없었다는 반론의 근거가 될 수도 있다. 덮을 생각이었다면 애초부터 자수 기간을 주지도 않았을 테니 말이다. 허나 다시 생각해 보면 꼭 덮을 의도가 없어야만 자수 기간을 주는 것은 아닐 수 있다. 유창식이 내사 종결되었음을 알고 은폐가 되어 더 이상 걸릴 일도 없고 자수도 안 할 줄 알고 넘어가면서 대신 다른 선수들이 걸릴까봐 자수 기간을 준 것일 가능성도 없지 않기 때문이다.
KBO는 7월에 2015년에 1회 볼넷이 있는 경기 중심으로 전수 조사를 했지만 승부 조작에 관련된 선수를 찾지 못했다고 한다.

### NC의 은폐 시도 의혹
이성민 선수가 승부 조작 사실을 NC 구단 측에 알리자, KT가 특별 지명할 수 있게 보호 선수에서 풀어줬고 KT가 결국 특별 지명하면서 10억을 챙겼다. 이로 인하여 구단의 고위직 2명을 검거하였다 사법부의 판단을 기다려 봐야겠지만, 최대 제명까지 가능하다고 한다. 은폐가 사실로 드러나면 규약상 KT가 이적료를 배상받지만 문제는 이성민은 트레이드로 롯데로 갔다는 것이다.
이성민에 앞서 팀 동료들에게 브로커 짓을 하고 불법 도박에 400만 원을 배팅한 전 한화 투수 김병승에 대해서도 NC 구단이 파악하고 있었음에도 KBO에 보고하지 않고 덮은 정황이 파악되었다고 한다. NC는 해당 선수와 명목상으로는 불미스러운 일을 이유로 방출되는 것으로 말을 마줬다.
그러나 2016년 11월 8일 이태일 NC 대표 이사는 현 사태에 대한 사과문을 발표하면서 동시에 고의 은폐 혐의에 대해서는 떳떳하지 못한 행동을 한 적은 없다며 억울함을 토로했다. 하지만 경찰에 의해 SNS 대화 내용, 구단 회의록 등의 상당한 수준의 증거 자료가 이미 나왔고, 지난 9월 내야수 테임즈의 음주 운전 사실을 덮으려 했다는 전력이 있었기에 사과문의 진정성과 신뢰도는 바닥을 향하고 있다.
2017년 2월 14일 검찰은 이 사건에 대해 NC 구단에게 무혐의 처분을 내렸다. 구단에서 승부 조작 사실을 인지했다고 보기 어려우며, KBO의 특별 지명 제도는 계약 관계로 볼 수 없어 지명할 구단에 선수에 대한 정보를 알려주지 않은 것을 사기죄로 볼 수 없다고 한다.
NC 구단은 2014년 이성민이 승부 조작 의혹을 구단에 걸려온 협박 전화를 통해 알게 되었으며, 이를 KBO에 신고했다고 한다.
NC 구단은 무혐의 처분이 나오자마자 의혹을 벗어나 홀가분하다는 입장을 발표하며, 임시로 직무 정지 처분했떤 두 명의 직무 정지 징계를 해제했다.

### 두산의 사과문 논란 및 은폐 의혹
불법 스포츠 도박을 한 선수 H의 실명이 진야곱으로 밝혀지자 두산 구단은 11월 9일 공식 사과문을 발표했다. 여기까지는 별 문제가 없었으나 사과문의 내용에서 논란이 일어났다. 첫 번째 사과문의 내용에 따르면 두산은 KBO가 지정한 8월 자수 기간에 이미 진야곱의 과거 불법 스포츠 도박 사실을 알고 있었음에도 9월 말까지 지속적으로 선수를 출전시켰다는 것이다. 비록 그 사실을 KBO에 통보를 했으나 1군 명단 제외와 같은 구단 내의 행동은 없었고, KBO의 지시나 경찰 발표 이전까지는 방관만 하고 있었다는 것이 된다. 사과문 발표 이후 자수를 한 선수를 계속 기용한 두산 구단과 사실을 전달받았음에도 불구하고 아무 조치를 취하지 않은 KBO 역시 비판을 피할 수 없게 되었다. 또한 모든 사실이 경찰 발표에 의해 드러난 이 시점에서야 클린 베이스볼을 지향하겠다는 사과문을 발표한 것은 팬들의 입장에서는 제대로 된 반성으로 보기는 힘들 것이다.
그런데 두산의 사과문 발표 이후 KBO 측은 엠스플 뉴스를 통해 두산으로부터 8월 당시 자수 내용을 통보받지 못했다고 전했다. 두산으로부터 연락을 받은 건 진야곱이 경기 북부 지경으로 소환 조사를 받으러 간 건 9월 26일이지 8월 자수 기간이 아니라는 것이다. 만약 KBO 측의 주장이 사실이라면 두산 구단이 거짓말을 한 것이 되고, 은폐 의혹엣도 자유롭지 못하게 된다. 두산 구단 측의 말이 사실이라면 KBO는 진야곱의 부정 행위를 알고도 아무 조치를 취하지 않은 채 방관하고 있었다는 말이 된다. 결국 진야곱의 불법 스포츠 도박 사건은 두산 구단과 KBO의 진실 공방 싸움으로 번지게 되었다.
양 측의 주장이 서로 다르기 때문에 일단 진실은 당사자들만 알 것이고 상황 돌아가는 것을 지켜봐야 하겠으나 이 사건에서의 쟁점은 진야곱이 정말 자수 기간에 자수를 했는지, 두산 구단이 8월에 KBO에 통보한 것이 사실인지이다.
전자가 거짓일 경우 두산 구단은 진야곱이 영구 제명되는 것을 막아보기 위해 자수 기간에 자수했다고 거짓 사과문을 낸 것이 된다. 이 경우가 사실이라면 두산 구단에서는 불순한 의도를 가지고 거짓말을 하긴 하였으나, 거짓말이 바로 걸렸고 최소한 불법 도박 은폐를 하고 이를 이용해 이득을 취한 것은 아니기 때문에 진야곱만 제대로 된 징계를 받는다면 두산 구단에는 그렇게까지 큰 징계가 내려지지 않을 수도 있다.
전자와 후자가 모두 사실일 경우 역시 두산 구단에 은폐 책임은 없으며 대신 불법 도박 자수를 한 선수를 알고도 계속 썼다는 죄를 두산 구단이 떠안게 된다. 또한 이 경우에는 KBO 역시 내부 의사소통 과정에서 사실이 제대로 전달되지 않았거나 제대로 전달받았음에도 방관을 했다는 것이라 양쪽 모두 비판을 피할 수 없는 상황.
전자는 사실이나 후자가 거짓인 경우 두산 구단은 사건 은폐 의혹까지 떠안게 된다.
이후 사과문 논란이 커지자 결국 두산 구단은 2차 사과문을 발표했다. 두산 구단은 KBO 측의 주장에 대해서 전화를 통해 확실히 통보한 것은 맞지만 의사소통 과정에서 착오가 생긴 것 같다고 밝혔으나 KBO는 경기 북부 지경의 연락 이전에는 소식을 듣지 못했다고 말하고 있는 상황이다. 설령 두산이 정말로 KBO에 통보했더라도 영구 제명까지 갈 수 있는 중대한 문제를 단순히 전화를 통한 구두 전달 방식으로 통보했다는 것 또한 문제가 될 사안이며, 구두로 통보했다면 통보했다는 증거를 차후 제시하기도 힘든 만큼 두산과 KBO 측의 진실 공방은 두산 측에 불리해질 가능성이 높아졌다. 그리고 진야곱의 기용 문제에 대해서도 승부 조작에만 포커스가 맞춰져 불법 배팅의 심각성을 과소 평가했다는 어처구니없는 변명을 통해 잘못을 신인했다. 이러한 어이없는 사과에 대해 팬들은 실소밖에 나오지 않는 상황. 불과 2015년 한국 시리즈에서 만났던 삼성이 도박을 기점으로 해서 처절히 망가지며 9위로 내려앉는 모습을 지켜봤음에도 도박에 대해 과소 평가했다는 얘기이다.
그러나 사건 자체가 결국 유야무야 묻히면서 어느 쪽 주장이 진실인지는 끝내 알 수 없게 되었다.

### 2017년 KBO 리그 심판 매수 사건
그리고 이 사건에서 유창식이 자수하기도 했던 자수 기간에서 두산 구단이 무려 심판에게 금전을 건넸다는 사실을 자수하였다. 그러나 KBO는 사실 이전부터 이 사건을 사실상 알고 있었다는 게 중론이며, 야구 전체를 강타할 만한 초대형 사건이다 보니 묻고 쉬쉬하기에 급급하여 비공개 상벌위에서 엄중 경고 처분을 내리고 아예 덮어 버리기에 이른다. 그러나 두산이 이때 자수를 하였던 사실이 결국 언론에 새어 나가면서 금전 요구의 진실이 밝혀졌고, 곧이어 두산뿐만 아니라 프로 구단만 최소 넷이 연루된 초대형 스캔들인 것이 드러나면서 한국 야구계는 최악의 사건에 휘말리게 되었다.

## 여담
- 이순철은 개인 페이스북 페이지에 이런 글을 남겼다.[70] 광주 동성 고등학교 출신 문우람과 이순철은 사실 직속 선후배 사이이고, 그렇기에 대선배로서 실망감이 더욱 컸을 것이다.
- 이번 일을 계기로 예전에 오심을 연발한 심판들을 엮어서 조직에 가담한 게 아니냐고 성토하는 댓글들이 보이고 있다. 자질 없는 심판들의 오심은 분명히 비판받아야 마땅하지만, 아직까지는 명확한 혐의가 드러나지는 않은 만큼 섣불리 단정짓는 것은 이르다. 언론의 자유가 보장된 민주주의 사회인 대한민국에서 합리적인 의심은 얼마든지 할 수 있으나 사실이 아닌 것을 사실마냥 유포하는 행위에는 그만한 대가를 지불해야 한다는 걸 명심해야 한다. 일단 아직까지 KBO에서는 공식적으로 심판이 가담한 승부 조작은 전례는 없다. 다만 프로 축구 경남 FC 심판 매수 사건처럼 평소 의심스러운 판정을 일삼던 심판이 정말로 승부 조작을 저질렀던 경우도 있으니 이 부분은 따로 수사의 필요가 있긴 하다. 그러나 위에서 나오듯 심판도 조작에 연루되었을 가능성이 있다는 기사[24]까지 나와버린 만큼 분위기는 좋지 않은 편이었고, 결국 사실로 판명났다.
- 이번 2016년 승부 조작 사건에서 걸린 선수들이 모조리 2010년 세계 청소년 야구 선수권 대표 팀 멤버[71]들이면서 2011년 신인 선수 지명 회의 지명 선수[72]라는 특이점이 있어서 당시 입단한 선수들 중에 가담자가 더 있을 가능성이 높은 상황.
- KNN에서 또다른 NC 선발 투수를 추가로 조사하고 있다고 한다.[73] 이 선발 투수는 이재학으로 드러났으며, 현재 혐의 부인 중이다. 경찰의 최종 수사에서 이재학은 승부 조작 혐의를 받았으나 불법 스포츠 도박 혐의를 받았다. 2017년 불법 스포츠 도박 혐의까지 벗어나 최종 무혐의.
- 현재 여러 사이트에 퍼져 있는 승부 조작 관련 설 때문에 피해를 받는 선수들도 나오고 있다. 한화 투수 이태양은 조작범과 동명이인인 탓에 몇몇 사람들에게 오해를 받아서 힘들다고 얘기했고,[74] 심지어 승부 조작 기사에 한화 이태양의 사진이 실리기도 했다.[75] 삼성 포수 강민호도 자기 이름이 초성체로 설에 자꾸 언급되다 보니까 억울하다고 하고 있다. 오히려 자기는 사건이 터지자마자 후배들을 모아두고 모르는 사람 혹은 평소에 친분이 있는 사람이라도 술자리, 식사 대접, 선물 하나 받는 것까지 전부 거절하고 가까이하지 말라는 얘기를 했다고 한다.
- 10월 18일 PD수첩 방영분에는 선수들이 왜 승부 조작에 참여하게 되는지에 보도했다. 그 중 하나는 자칭 브로커가 선수들과 충분한 친분을 쌓아 승부 조작을 섣불리 거절할 수 없게 만드는 것. 그리고 두 번째는 리틀 야구나 청소년 야구 때부터 성적 쌓기를 위한 도루 실패 아웃이나 헛스윙 삼진과 같은 사소한 조작에 익숙해져 있어서 프로에 와서도 볼넷 하나 주는 것 정도느 별 것 아니라 생각하는 선수들이 실제로 있다는 것이다. 물론 PD수첩의 해당 방송이 기본적인 검증조차 안 되었다는 비판을 받는 만큼 진위 여부는 알 수 없는 것이지만, 분명 야구계에서도 경계심을 가져야 할 일인 것은 많다.
- 최민규 기자는 PD수첩의 해당 방송을 비판하는 기사에서 대만 리그를 취재했던 인사로부터 "승부 조작 조직은 대형 선수는 잘 건드리지 않는다. 리스크가 크기 때문이다. 포섭도 쉽지 않다. 처음에는 주목을 덜 받는 신인, 비주전급 선수가 대상이 된다."는 말을 전했다. 이는 PD수첩에 제보를 한 일부 A급 투수들의 승부 조작을 도맡았다는 모 브로커 덕에 나온 것인데 제보의 진위 여부가 불투명하여 JTBC를 비롯한 여러 방송국에서 취재를 거부했기 때문이다.
- 2012년 조작 사건 때 영구 제명당했던 박현준은 박동희와의 인터뷰 및 PD수첩 방송에서 승부 조작 얘기를 듣고 4년 전에 안 걸린 선수들이 뒤늦게 적발된 줄 알았다고 밝혔다. 이미 자신 같은 반면교사가 존재함에도 또다시 승부 조작을 하는 선수들이 있으리라고는 생각도 못했다는 것이다. 결국 프로 야구 승부 조작 스캔들을 언론이나 한국 프로 야구의 윗선에서 대놓고 덮어버린 정황을 충분히 의심해 볼 수 있다.
- KT 포수 장성우도 브로커의 승부 조작 제안을 받았다. 그런데 브로커가 사 준 고급 음식만 먹어버리고 제안은 거절했다.
- 이 사건 및 2017년 KBO 리그 심판 매수 사건을 적극적으로 보도해 찬사를 받았던 엠스플 뉴스는 2017년 말 여론 조작을 저지르며 이제까지 쌓아 온 신뢰도를 한꺼번에 무너뜨렸다.
- 하지만 이후에도 여전히 승부 조작 제의가 있음이 2018년 두산 투수 이영하의 신고로 확인되었다. 물론 이영하는 제의를 단호하게 거절하고 본인 연봉보다 더 많은 포상금을 받았다.